# Barashí
Barashí (ucraniano: Бараші́) es un municipio rural de Ucrania perteneciente al raión de Zviáhel de la óblast de Zhytómyr.
En 2018, el territorio del actual municipio tenía una población de casi siete mil habitantes, de los cuales unos dos mil vivían en el pueblo de Barashí, unos mil en el sélyshche de Yablunets y los cuatro mil restantes repartidos en otros 34 pueblos. El municipio se formó entre 2016 y 2020 mediante la fusión de once consejos rurales y el vecino ayuntamiento urbano de Yablunets, todos pertenecientes hasta entonces al raión de Yemílchyne.
Se ubica unos 30 km al noreste de la capital distrital Zviáhel, junto a un pequeño embalse del río Uzh.

## Historia
El pueblo está construido sobre un asentamiento fortificado de la Rus de Kiev llamado "Zamchyshche" (Замчище), que estuvo habitado en los siglos X-XI. Se conoce la existencia del pueblo actual en documentos desde 1566. En aquella época era propiedad feudal de Konstanty Wasyl Ostrogski, y en 1577 alcanzó el estatus de miasteczko. Posteriormente pasó a pertenecer a otras familias nobles y volvió a considerarse un simple pueblo. Aprovechando el terreno de arcilla, en 1854 se abrió aquí una fábrica de porcelana, que en las décadas siguientes llegó a tener cuatro hornos y a producir más de cien mil piezas anuales; en esta época, Barashí era sede de su propia vólost, en el uyezd de Zhytómyr de la gobernación de Volinia. La fábrica de porcelana fue destruida en 1917, en un incendio provocado por los bolcheviques, lo que impidió el desarrollo urbano del pueblo. Entre 1923 y 1962, la RSS de Ucrania estableció aquí la sede de un raión.